# Kiwi Minipris
Kiwi Minipris er en norsk discountkæde, der ejes af Norgesgruppen.
Kædens første butik blev åbnet i Hokksund i Norge i 1979. Navnet kommer fra grundlæggernes efternavne – Tor Kirkeng, Henning Kirkeng og Svein Wike – hvor de to første bogstaver i Kirkeng og Wike danner KIWI.[kilde mangler]
Siden starten i 1979 har Kiwi Minipris udviklet sig til Norges hurtigst voksende dagligvarekæde. I 2012 omsatte kæden for 19 mia. norske kr. (17,34 mia. danske kr.) og havde en markedsandel på godt 15% af det norske dagligvaremarked. I 2014 åbnede Kiwi Minipris butik nr. 600 i Norge og havde på daværende tidspunkt omkring 11.000.ansatte

## Kiwi Danmark
I 2008 indgik Dagrofa aps et samarbejde med NorgesGruppen om etablering af Kiwi Danmark. Kiwi-butikkerne i Danmark er etableret på en måde, der er tilpasset danskernes indkøbsønsker, ligesom butikkerne i Danmark også kun hedder "Kiwi" og ikke "Kiwi Minipris" som i Norge.[kilde mangler] 28. april 2017 oplyste Dagrofa aps at "KIWI" ville lukke i Danmark.